# Kesaramadu, Tumkur
Kesaramadu là một làng thuộc tehsil Tumkur, huyện Tumkur, bang Karnataka, Ấn Độ.